# Бисокчиги

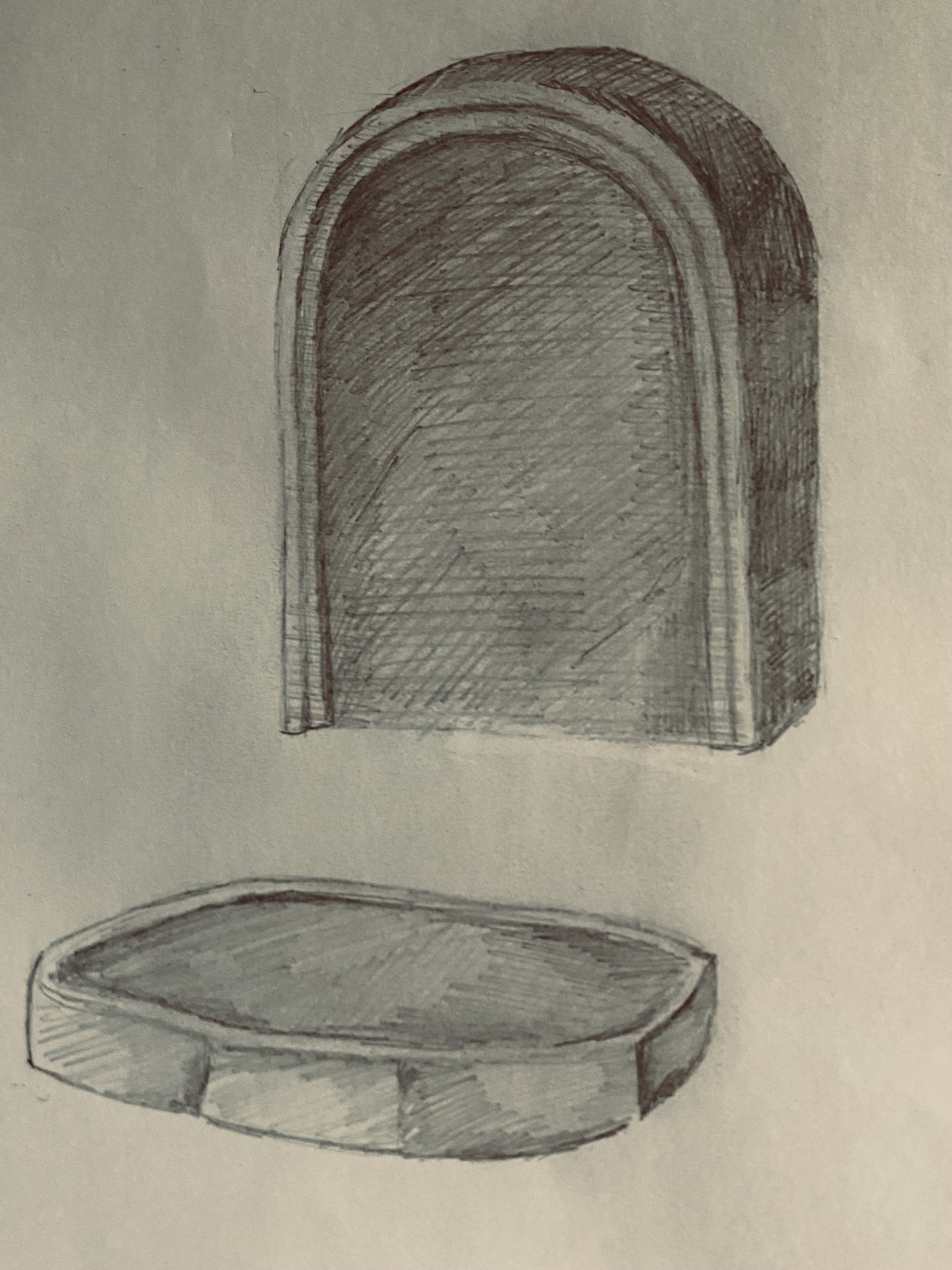
Комплект для игры в бисокчиги

Бисокчиги (кор. 비석치기) — традиционная корейская игра, в которой нужно метко сбить камень противника.
Игра имеет множество региональных названий, среди которых бисокчаги (кор. 비석차기), бисоккаги (кор. 비석까기), моджаккаги (кор. 목자까기), джаккаги (кор. 자까기), бисаэгги (кор. 비사색기).

## Происхождение
Бисокчиги — это древняя игра, имеющая богатую историю, однако сведения о её происхождении весьма скудны. Именно поэтому в разных регионах она известна под различными названиями. Для игры требуются лишь несколько плоских камней и открытое пространство, например, двор.
Согласно устным преданиям, эта игра зародилась в конце эпохи Чосон.

## Правила
В разных регионах правила игры в бисокчиги могут различаться, но основные элементы остаются неизменными.

### Основные правила игры в бисокчиги
1. Подготовка поля. На земле чертят две линии на расстоянии примерно 4-5 метров друг от друга. Эти линии служат стартовой и финишной точками для игроков.
2. Выбор очерёдности. Игроки решают очерёдность бросков с помощью игры «камень, ножницы, бумага». Проигравший становится следующим бросающим.
3. Бросок камня. Каждый игрок берёт камень размером с ладонь. Бросок должен быть сделан с места или в движении.
4. Этапы игры: Бросок с места: Игрок стоит на одной линии и бросает камень, стараясь сбить камень противника. Бросок в движении: Игрок несёт камень на плече, голове, ногах или подмышкой и пытается сбить камень противника во время движения.
5. Сбивание камня. Если камень противника удаётся сбить, то атакующий продолжает игру. Если камень не удаётся сбить или он упущен во время движения, атакующий меняется местами с защитником.
6. Победа. Игра продолжается до тех пор, пока один из игроков или одна из команд не пройдёт весь процесс, и их камень останется стоять на месте. Этот игрок или команда объявляются победителями.

### Варианты правил
- В некоторых регионах могут быть дополнительные условия, например, использование только одного камня или запрет на определённые способы его переноски.
- Также могут быть различия в подсчёте очков или условиях для смены позиций игроков.

В эпизодах второго сезона сериала «Игра в кальмара» игра проходила по следующим правилам:
- Камень устанавливался на расстоянии нескольких метров от игрока.
- Игроку выдавался обычный камень, который он должен был бросить, чтобы попасть в надгробие и сбить его.
- Во время броска игроку нельзя было заступать за линию.

Эта игра имеет сходство с игрой в городки.